# Wahlkreis Macerata (Camera dei deputati)
Der Wahlkreis Macerata war von 1993 bis 2005 und ist seit 2017 wieder ein Wahlkreis (italienisch collegio elettorale) für die Wahl der Abgeordnetenkammer.

## Von 1993 bis 2005

### Wahlkreisgebiet
Der Wahlkreis umfasste 34 Gemeinden: Acquacanina, Belforte del Chienti, Bolognola, Caldarola, Camerino, Camporotondo di Fiastrone, Castelsantangelo sul Nera, Cessapalombo, Colmurano, Corridonia, Fiastra, Fiordimonte, Gualdo, Loro Piceno, Macerata, Mogliano, Monte Cavallo, Monte San Martino, Muccia, Penna San Giovanni, Petriolo, Pieve Torina, Pievebovigliana, Pollenza, Ripe San Ginesio, San Ginesio, Sant’Angelo in Pontano, Sarnano, Serrapetrona, Serravalle di Chienti, Tolentino, Urbisaglia, Ussita und Visso.

### Wahlergebnisse

#### Parlamentswahl 1994

##### Direktstimmen
| Kandidaten               | Kandidaten               | Parteien           | Stimmen | %    |
| ------------------------ | ------------------------ | ------------------ | ------- | ---- |
|                          | Valerio Calzolaiogewählt | Progressisti       | 31.592  | 36,8 |
|                          | Francesco Massi          | Patto per l’Italia | 30.226  | 35,2 |
|                          | Luciano Magnalbò         | Alleanza Nazionale | 24.134  | 28,1 |
| Gesamt                   | Gesamt                   | Gesamt             | 85.952  | 100  |
|                          |                          |                    |         |      |
| Ungültige Stimmen        | Ungültige Stimmen        | Ungültige Stimmen  | 9.351   | 9,8  |
| Wähler                   | Wähler                   | Wähler             | 95.303  | 88,8 |
| Wahlberechtigte          | Wahlberechtigte          | Wahlberechtigte    | 107.279 |      |
|                          |                          |                    |         |      |
| Quelle: Innenministerium |                          |                    |         |      |

##### Listenstimmen
| Parteien                             | Parteien           | Parteien                           | Stimmen | %    |
| ------------------------------------ | ------------------ | ---------------------------------- | ------- | ---- |
|                                      | Progressisti       | Partito Democratico della Sinistra | 21.320  | 24,1 |
| Partito della Rifondazione Comunista | Progressisti       | 6.219                              | 7,0     |      |
| Federazione dei Verdi                | Progressisti       | 2.239                              | 2,5     |      |
| Alleanza Democratica                 | Progressisti       | 1.904                              | 2,2     |      |
| Partito Socialista Italiano          | Progressisti       | 1.691                              | 1,9     |      |
| La Rete                              | Progressisti       | 1.303                              | 1,5     |      |
| ↳ Gesamt                             | Progressisti       | 34.676                             | 39,3    |      |
|                                      | Patto per l’Italia | Partito Popolare Italiano          | 19.872  | 22,5 |
|                                      | Alleanza Nazionale | Alleanza Nazionale                 | 18.537  | 21,0 |
|                                      | Forza Italia       | Forza Italia                       | 15.237  | 17,3 |
| Gesamt                               | Gesamt             | Gesamt                             | 88.322  | 100  |
|                                      |                    |                                    |         |      |
| Ungültige Stimmen                    | Ungültige Stimmen  | Ungültige Stimmen                  | 6.981   | 7,3  |
| Wähler                               | Wähler             | Wähler                             | 95.303  | 88,8 |
| Wahlberechtigte                      | Wahlberechtigte    | Wahlberechtigte                    | 107.279 |      |
|                                      |                    |                                    |         |      |
| Quelle: Innenministerium             |                    |                                    |         |      |

#### Parlamentswahl 1996

##### Direktstimmen
| Kandidaten               | Kandidaten               | Parteien                | Stimmen | %    |
| ------------------------ | ------------------------ | ----------------------- | ------- | ---- |
|                          | Valerio Calzolaiogewählt | L’Ulivo                 | 41.891  | 49,9 |
|                          | Sandro Cacchiarelli      | Polo per le Libertà     | 34.438  | 41,0 |
|                          | Dante Castiglione        | Fiamma Tricolore        | 4.173   | 5,0  |
|                          | Adelio Bravi             | Lista Pannella – Sgarbi | 1.842   | 2,2  |
|                          | Pierino Rossetti         | Lega Nord               | 1.674   | 2,0  |
| Gesamt                   | Gesamt                   | Gesamt                  | 84.018  | 100  |
|                          |                          |                         |         |      |
| Ungültige Stimmen        | Ungültige Stimmen        | Ungültige Stimmen       | 8.576   | 9,3  |
| Wähler                   | Wähler                   | Wähler                  | 92.594  | 85,9 |
| Wahlberechtigte          | Wahlberechtigte          | Wahlberechtigte         | 107.768 |      |
|                          |                          |                         |         |      |
| Quelle: Innenministerium |                          |                         |         |      |

##### Listenstimmen
| Parteien                                          | Parteien                             | Parteien                             | Stimmen | %    |
| ------------------------------------------------- | ------------------------------------ | ------------------------------------ | ------- | ---- |
|                                                   | Polo per le Libertà                  | Alleanza Nazionale                   | 17.222  | 20,2 |
| Forza Italia                                      | Polo per le Libertà                  | 14.299                               | 16,8    |      |
| CCD – CDU                                         | Polo per le Libertà                  | 9.510                                | 11,2    |      |
| ↳ Gesamt                                          | Polo per le Libertà                  | 41.031                               | 48,2    |      |
|                                                   | L’Ulivo                              | Partito Democratico della Sinistra   | 18.786  | 22,0 |
| Popolari per Prodi (PPI – SVP – PRI – UD – Prodi) | L’Ulivo                              | 5.631                                | 6,6     |      |
| Rinnovamento Italiano                             | L’Ulivo                              | 5.264                                | 6,2     |      |
| Federazione dei Verdi                             | L’Ulivo                              | 1.873                                | 2,2     |      |
| ↳ Gesamt                                          | L’Ulivo                              | 31.554                               | 37,0    |      |
|                                                   | Partito della Rifondazione Comunista | Partito della Rifondazione Comunista | 8.173   | 9,6  |
|                                                   | Fiamma Tricolore                     | Fiamma Tricolore                     | 1.614   | 1,9  |
|                                                   | Lista Pannella – Sgarbi              | Lista Pannella – Sgarbi              | 1.348   | 1,6  |
|                                                   | Lega Nord                            | Lega Nord                            | 1.203   | 1,4  |
|                                                   | Per le Marche                        | Per le Marche                        | 278     | 0,3  |
| Gesamt                                            | Gesamt                               | Gesamt                               | 85.201  | 100  |
|                                                   |                                      |                                      |         |      |
| Ungültige Stimmen                                 | Ungültige Stimmen                    | Ungültige Stimmen                    | 7.396   | 8,0  |
| Wähler                                            | Wähler                               | Wähler                               | 92.597  | 85,9 |
| Wahlberechtigte                                   | Wahlberechtigte                      | Wahlberechtigte                      | 107.768 |      |
|                                                   |                                      |                                      |         |      |
| Quelle: Innenministerium                          |                                      |                                      |         |      |

#### Parlamentswahl 2001

##### Direktstimmen
| Kandidaten               | Kandidaten               | Parteien           | Stimmen | %    |
| ------------------------ | ------------------------ | ------------------ | ------- | ---- |
|                          | Valerio Calzolaiogewählt | L’Ulivo            | 40.886  | 47,9 |
|                          | Mario Baldassarri        | Casa delle Libertà | 37.256  | 43,7 |
|                          | Benedetto Ranieri        | Democrazia Europea | 2.925   | 3,4  |
|                          | Carlo Alberto Zenobi     | Lista Di Pietro    | 2.720   | 3,2  |
|                          | Nazario Cesca            | Lista Emma Bonino  | 1.545   | 1,8  |
| Gesamt                   | Gesamt                   | Gesamt             | 85.332  | 100  |
|                          |                          |                    |         |      |
| Ungültige Stimmen        | Ungültige Stimmen        | Ungültige Stimmen  | 5.727   | 6,3  |
| Wähler                   | Wähler                   | Wähler             | 91.059  | 84,6 |
| Wahlberechtigte          | Wahlberechtigte          | Wahlberechtigte    | 107.577 |      |
|                          |                          |                    |         |      |
| Quelle: Innenministerium |                          |                    |         |      |

##### Listenstimmen
| Parteien                               | Parteien                             | Parteien                             | Stimmen | %    |
| -------------------------------------- | ------------------------------------ | ------------------------------------ | ------- | ---- |
|                                        | Casa delle Libertà                   | Forza Italia                         | 20.786  | 24,6 |
| Alleanza Nazionale                     | Casa delle Libertà                   | 14.290                               | 16,9    |      |
| CCD – CDU                              | Casa delle Libertà                   | 4.814                                | 5,7     |      |
| Nuovo PSI                              | Casa delle Libertà                   | 508                                  | 0,6     |      |
| ↳ Gesamt                               | Casa delle Libertà                   | 40.398                               | 47,8    |      |
|                                        | L’Ulivo                              | Democratici di Sinistra              | 20.682  | 24,5 |
| La Margherita (Dem – PPI – RI – Udeur) | L’Ulivo                              | 10.689                               | 12,6    |      |
| Il Girasole (FdV – SDI)                | L’Ulivo                              | 1.370                                | 1,6     |      |
| Partito dei Comunisti Italiani         | L’Ulivo                              | 1.120                                | 1,3     |      |
| ↳ Gesamt                               | L’Ulivo                              | 33.861                               | 40,1    |      |
|                                        | Partito della Rifondazione Comunista | Partito della Rifondazione Comunista | 3.721   | 4,4  |
|                                        | Lista Di Pietro                      | Lista Di Pietro                      | 2.958   | 3,5  |
|                                        | Democrazia Europea                   | Democrazia Europea                   | 1.516   | 1,8  |
|                                        | Lista Emma Bonino                    | Lista Emma Bonino                    | 1.401   | 1,7  |
|                                        | Movimento Repubblicani Europei       | Movimento Repubblicani Europei       | 567     | 0,7  |
|                                        | Abolizione Scorporo                  | Abolizione Scorporo                  | 49      | 0,1  |
|                                        | Paese Nuovo                          | Paese Nuovo                          | 45      | 0,1  |
| Gesamt                                 | Gesamt                               | Gesamt                               | 84.516  | 100  |
|                                        |                                      |                                      |         |      |
| Ungültige Stimmen                      | Ungültige Stimmen                    | Ungültige Stimmen                    | 6.547   | 7,2  |
| Wähler                                 | Wähler                               | Wähler                               | 91.063  | 84,6 |
| Wahlberechtigte                        | Wahlberechtigte                      | Wahlberechtigte                      | 107.577 |      |
|                                        |                                      |                                      |         |      |
| Quelle: Innenministerium               |                                      |                                      |         |      |

## Von 2017 bis 2020

### Wahlkreisgebiet
Der Wahlkreis umfasste 50 Gemeinden: 47 von 55 Gemeinden der Provinz Macerata (Apiro, Appignano, Belforte del Chienti, Bolognola, Caldarola, Camerino, Camporotondo di Fiastrone, Castelraimondo, Castelsantangelo sul Nera, Cessapalombo, Cingoli, Colmurano, Corridonia, Esanatoglia, Fiastra, Fiuminata, Gagliole, Gualdo, Loro Piceno, Macerata, Matelica, Mogliano, Monte Cavallo, Monte San Martino, Montecassiano, Montefano, Muccia, Penna San Giovanni, Petriolo, Pieve Torina, Pioraco, Poggio San Vicino, Pollenza, Ripe San Ginesio, San Ginesio, San Severino Marche, Sant’Angelo in Pontano, Sarnano, Sefro, Serrapetrona, Serravalle di Chienti, Tolentino, Treia, Urbisaglia, Ussita, Valfornace und Visso) und 3 von 47 Gemeinden der Provinz Ancona (Castelfidardo, Filottrano und Osimo).

### Wahlergebnisse

#### Parlamentswahl 2018
| Kandidaten               | Kandidaten              | Stimmen | %    | Listen                               | Stimmen | %    |
| ------------------------ | ----------------------- | ------- | ---- | ------------------------------------ | ------- | ---- |
|                          | Tullio Patassinigewählt | 56.778  | 37,6 | Lega                                 | 31.629  | 21,0 |
| Forza Italia             | Tullio Patassinigewählt | 56.778  | 37,6 | 15.287                               | 10,1    |      |
| Fratelli d’Italia        | Tullio Patassinigewählt | 56.778  | 37,6 | 8.209                                | 5,4     |      |
| Noi con l’Italia – UDC   | Tullio Patassinigewählt | 56.778  | 37,6 | 1.653                                | 1,1     |      |
|                          | Daniela Tisi            | 48.355  | 32,1 | Movimento 5 Stelle                   | 48.355  | 32,1 |
|                          | Flavio Corradini        | 35.001  | 23,2 | Partito Democratico                  | 31.082  | 20,6 |
| +Europa                  | Flavio Corradini        | 35.001  | 23,2 | 2.500                                | 1,7     |      |
| Civica Popolare          | Flavio Corradini        | 35.001  | 23,2 | 766                                  | 0,5     |      |
| Italia Europa Insieme    | Flavio Corradini        | 35.001  | 23,2 | 653                                  | 0,4     |      |
|                          | Argentina Severini      | 3.798   | 2,5  | Liberi e Uguali                      | 3.798   | 2,5  |
|                          | Valentina Bonci         | 1.866   | 1,2  | CasaPound Italia                     | 1.866   | 1,2  |
|                          | Maurizio Nardozza       | 1.644   | 1,1  | Il Popolo della Famiglia             | 1.644   | 1,1  |
|                          | Stefano Casulli         | 1.435   | 1,0  | Potere al Popolo!                    | 1.435   | 1,0  |
|                          | Mauro Riccioni          | 1.382   | 0,9  | Partito Comunista                    | 1.382   | 0,9  |
|                          | Sara Gambini            | 406     | 0,3  | Partito Valore Umano                 | 406     | 0,3  |
|                          | Fabio Maggiore          | 142     | 0,1  | Lista del Popolo per la Costituzione | 142     | 0,1  |
| Gesamt                   | Gesamt                  | 150.807 | 100  |                                      | 150.807 | 100  |
|                          |                         |         |      |                                      |         |      |
| Ungültige Stimmen        | Ungültige Stimmen       | 4.601   | 3,0  |                                      |         |      |
| Wähler                   | Wähler                  | 155.408 | 77,5 |                                      |         |      |
| Wahlberechtigte          | Wahlberechtigte         | 200.481 |      |                                      |         |      |
|                          |                         |         |      |                                      |         |      |
| Quelle: Innenministerium |                         |         |      |                                      |         |      |

## Seit 2020

### Wahlkreisgebiet
| Wahlkreise – Camera dei deputati – Marken | Wahlkreise – Camera dei deputati – Marken | Wahlkreise – Camera dei deputati – Marken    |
| Provinz                                   | Provinz                                   | Gemeinden nach Provinzen ⮞ Wahlkreis         |
| ----------------------------------------- | ----------------------------------------- | -------------------------------------------- |
|                                           | Provinz Ancona (47 Gemeinden)             | 43 ⮞ Wahlkreis Ancona 4 ⮞ Wahlkreis Macerata |
|                                           | Provinz Ascoli Piceno (33 Gemeinden)      | alle ⮞ Wahlkreis Ascoli Piceno               |
|                                           | Provinz Fermo (40 Gemeinden)              | alle ⮞ Wahlkreis Ascoli Piceno               |
|                                           | Provinz Macerata (55 Gemeinden)           | alle ⮞ Wahlkreis Macerata                    |
|                                           | Provinz Pesaro und Urbino (50 Gemeinden)  | alle ⮞ Wahlkreis Pesaro                      |

Der Wahlkreis umfasst 59 Gemeinden:
- alle 55 Gemeinden der Provinz Macerata;
- 4 Gemeinden der Provinz Ancona (Castelfidardo, Loreto, Numana und Sirolo).

### Wahlergebnisse

#### Parlamentswahl 2022
| Kandidaten                          | Kandidaten            | Stimmen | %    | Listen                                                  | Stimmen | %    |
| ----------------------------------- | --------------------- | ------- | ---- | ------------------------------------------------------- | ------- | ---- |
|                                     | Giorgia Latinigewählt | 86.214  | 49,1 | Fratelli d’Italia                                       | 56.562  | 32,2 |
| Lega per Salvini Premier            | Giorgia Latinigewählt | 86.214  | 49,1 | 14.472                                                  | 8,2     |      |
| Forza Italia                        | Giorgia Latinigewählt | 86.214  | 49,1 | 13.472                                                  | 7,7     |      |
| Noi Moderati                        | Giorgia Latinigewählt | 86.214  | 49,1 | 1.708                                                   | 1,0     |      |
|                                     | Fulvio Esposito       | 40.866  | 23,3 | Partito Democratico – Italia Democratica e Progressista | 30.822  | 17,5 |
| Alleanza Verdi e Sinistra           | Fulvio Esposito       | 40.866  | 23,3 | 5.333                                                   | 3,0     |      |
| +Europa                             | Fulvio Esposito       | 40.866  | 23,3 | 3.866                                                   | 2,2     |      |
| Impegno Civico – Centro Democratico | Fulvio Esposito       | 40.866  | 23,3 | 845                                                     | 0,5     |      |
|                                     | Mirella Emiliozzi     | 21.920  | 12,5 | Movimento 5 Stelle                                      | 21.920  | 12,5 |
|                                     | Mariano Calamita      | 13.178  | 7,5  | Azione – Italia Viva                                    | 13.178  | 7,5  |
|                                     | Katjuscia Delmonte    | 4.831   | 2,7  | Italexit per l’Italia                                   | 4.831   | 2,7  |
|                                     | Alessandra Perugini   | 2.560   | 1,5  | Italia Sovrana e Popolare                               | 2.560   | 1,5  |
|                                     | Simone Marincioni     | 2.187   | 1,2  | Unione Popolare                                         | 2.187   | 1,2  |
|                                     | Daniele Cardinali     | 1.773   | 1,0  | Partito Comunista Italiano                              | 1.773   | 1,0  |
|                                     | Alessandra Contigiani | 1.496   | 0,9  | Bita                                                    | 1.496   | 0,9  |
|                                     | Clara Ferranti        | 738     | 0,4  | Alternativa per l’Italia (PdF – Exit)                   | 738     | 0,4  |
| Gesamt                              | Gesamt                | 175.763 | 100  |                                                         | 175.763 | 100  |
|                                     |                       |         |      |                                                         |         |      |
| Ungültige Stimmen                   | Ungültige Stimmen     | 8.365   | 4,5  |                                                         |         |      |
| Wähler                              | Wähler                | 184.128 | 68,6 |                                                         |         |      |
| Wahlberechtigte                     | Wahlberechtigte       | 268.356 |      |                                                         |         |      |
|                                     |                       |         |      |                                                         |         |      |
| Quelle: Innenministerium            |                       |         |      |                                                         |         |      |